# Kurzschwert
Als Kurzschwert wird ein einhändig geführtes Schwert mit kurzer  Klinge zwischen 40 und 80 cm Gesamtlänge bezeichnet. Die Kategorie Kurzschwert ist fließend, da selbst lange Messer und Dolche bereits als Kurzschwert bezeichnet werden können. Kurzschwerter des Typs Sögel sind typische Grabbeigaben in Gräbern des bronzezeitlichen Sögel-Wohlde-Kreises (1600–1000 v. Chr.). Das Schwert wurde mit der fortschreitenden Waffenentwicklung von den Kriegsschauplätzen verbannt. Noch im 19. und 20. Jahrhundert wurde allerdings z. B. mit dem Faschinenmesser gekämpft, das in der Form manchmal einem Kurzschwert ähnelte. Im modernen hochtechnisierten Krieg werden im Nahkampf nur noch Kampfmesser (teilweise als Bajonett) eingesetzt.

## Vor- und Nachteile
Das Kurzschwert benötigt weniger Material und ist daher in der Herstellung kostengünstiger. Da es leichter ist, benötigt es auch weniger Kraftaufwand, um geführt oder getragen zu werden. Dank der kürzeren Klinge ist es weniger sperrig zu tragen und im Kampf leichter handhabbar. Vorteile gegenüber einem längeren Schwert ergeben sich eindeutig in einer Kampfsituation unter beengten Verhältnissen, beispielsweise im Kampfgedränge bei engen Formationen, innerhalb eines Raumes oder in einem dichten Wald. Hier kann das Kurzschwert schneller gezogen werden, und im Kampf ist die Gefahr geringer, mit der Klinge in einem Hindernis steckenzubleiben. 
Ein Nachteil des Kurzschwerts im Kampf gegen längere Klingen ist die kürzere Reichweite der Waffe, wodurch Angriffe und Paraden erschwert werden. Ein weiterer Nachteil ist die geringere Länge, die wegen geringerer Hebelwirkung eine geringere Wucht der Angriffe zur Folge hat. Auch verhindert der kürzere Griff zweihändige Angriffe mit ebenfalls größerer Hebelwirkung.

## Beispiele
- Gladius (Römisches Reich)
- Katzbalger (Europa)
- Wakizashi (Japan)
- Libaka (Afrika)
- Talibon (Schwert) (Philippinen)